# 英露戦争
英露戦争（えいろせんそう、英語: Anglo-Russian War）は、ナポレオン戦争と並行し、1807年から1812年までイギリスとロシアとの間で行われた散発的な戦争である。

## 概要
1807年7月、ロシアは、皇帝ナポレオン1世支配下のフランスとティルジットの和約を締結した。これにより、ロシアとフランスとの間に協調関係が成立し、イギリスとロシアとは敵対関係に立つことになった。

### ヨーロッパの戦闘
1807年9月、イギリスがデンマークを攻撃すると、ロシア皇帝アレクサンドル1世はイギリスへ宣戦布告した。10月にはドミトリー・セニャーヴィン指揮下のロシア艦隊が、地中海からの回航中にリスボンで拿捕され、戦争終結までの間ポーツマスで拘禁された。第二次ロシア・スウェーデン戦争（フィンランド戦争）に際しては、イギリス艦隊はスウェーデンを支援し、1808年7月と1809年8月にフィンランド湾における戦いでロシア艦隊を破った。しかし陸戦においてはロシアが勝利し、スウェーデンは1809年にロシアと、1810年にフランスと講和条約（パリ条約）を結んで大陸封鎖令に参加した。

### ペルシアの戦闘
1804年から1813年までのロシア・ペルシャ戦争では、イギリスは1809年にジョン・マルコム率いる使節団をペルシアに派遣、ペルシア軍の改革を支援した。使節団の一人であったウィリアム・モンティスはペルシア軍のグルジア遠征に随行した。

## 両国の和解
イギリスは当時ロシアと戦端を開いていた国々を援助し、海戦で度々勝利したが、ロシアは第二次ロシア・スウェーデン戦争、ロシア・ペルシャ戦争、露土戦争で勝利を収めた。
1810年以降、フランスとロシアの関係は再び悪化し、イギリスとロシアとの敵対関係は終息に向かった。1812年4月にはイギリス、ロシア、スウェーデンの3国は対ナポレオンの秘密協定を結んだ。同年、ナポレオンのロシア遠征が開始されると、英露両国は7月18日に正式な講和条約であるエレブルー条約を締結した。